# Dagen för Ukrainas försvarare
Dagen för Ukrainas försvarare (ukrainska: День захисників і захисниць України) är en allmän helgdag i Ukraina som firas årligen den 1 oktober. Högtiden hedrar veteraner och fallna medlemmar av den ukrainska väpnade styrkan. Dess första firande var 2015 (men fram till 2022 firades det den 14 oktober).

## Bakgrund

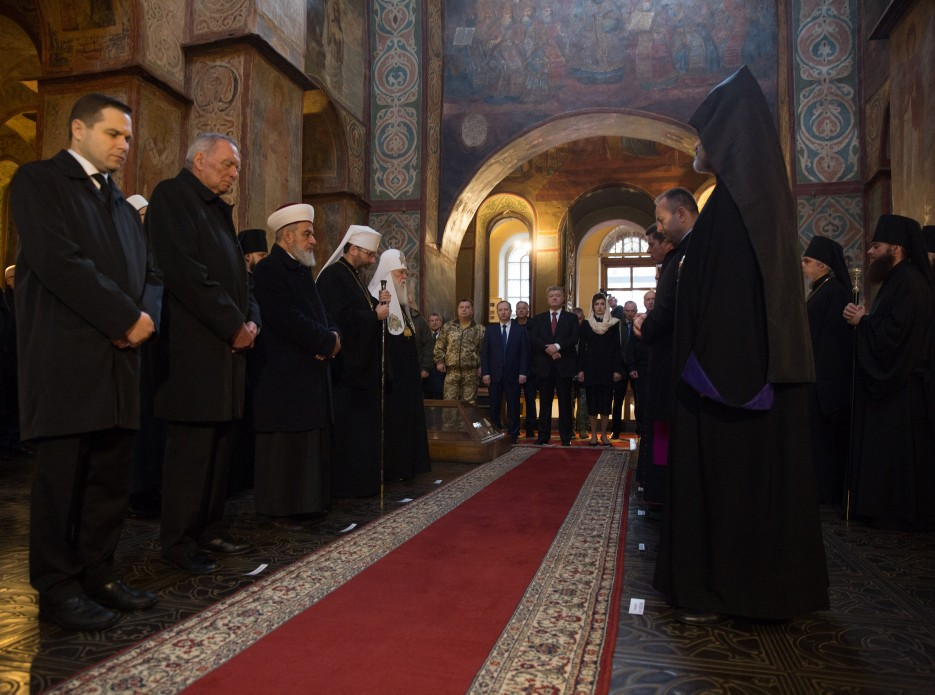

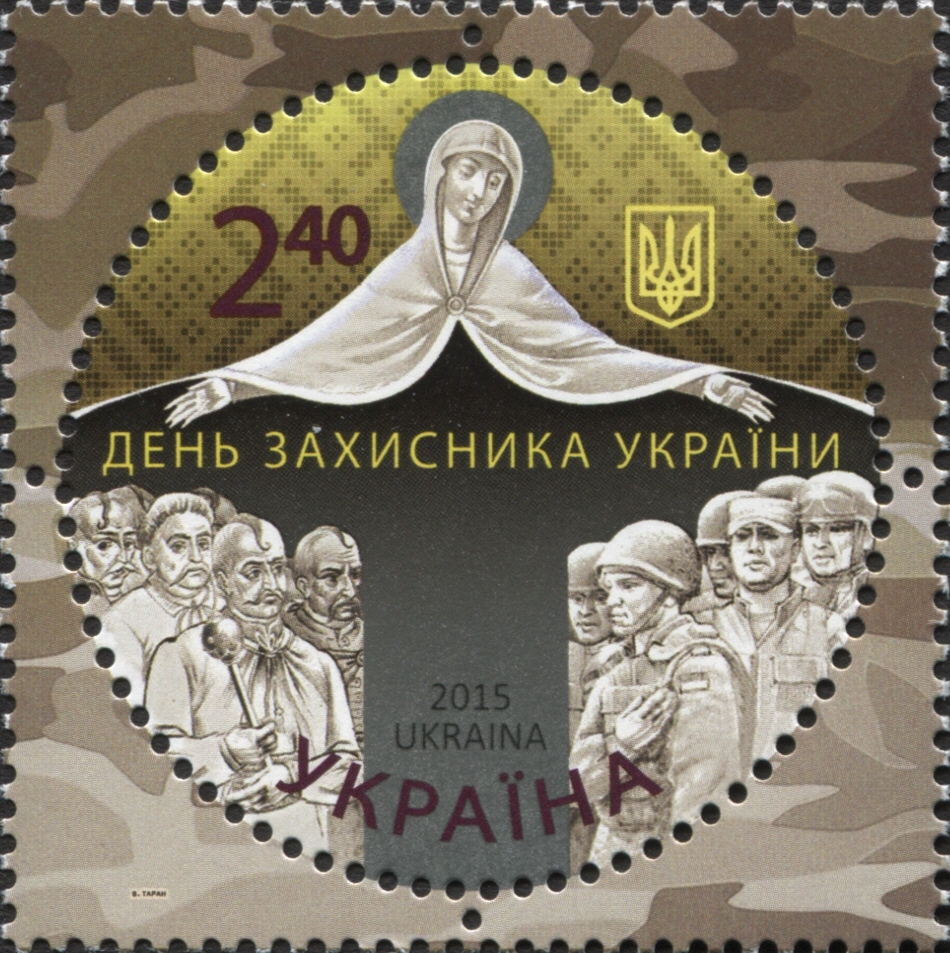

Beslut om helgdagen fattades i Ukrainas parlament 5 mars 2015, då även beslut togs om att avskaffa helgdagen den 23 februari för att fira ”Fäderneslandsförsvararens dag”, en dag som firades under Sovjettiden till minne av den dag 1918 då en första massrekrytering ägde rum till Röda armén. Chefen för Institutet för nationellt minne, Volodymyr Viatrovytj, motiverade valet av datumet den 14 oktober för Ukrainas försvarsdag genom den historiska traditionen att hedra den Ukrainska upprorsarmén på Pokrov.
Dagen sammanfaller också med Guds Moders Beskydd som var en helgdag redan från 1200-talet inom östortodoxa kyrkor och katolska östkyrkor.